# The Leaf-Chronicle
Il The Leaf-Chronicle è un periodico del Tennessee, ufficialmente fondato nel 1808.
Appare per la prima volta come un settimanale con vari nomi già nel 1808 e infine come "Clarksville Chronicle". L'attuale nome è il risultato di una successiva fusione, nel 1890, con il "Tobacco Leaf" , un altro periodico chiamato così per il raccolto  agricolo predominante della zona.  The Leaf-Chronicle  è pubblicato quotidianamente a Clarksville ed è noto per aver continuato a pubblicare quotidianamente nei giorni immediatamente successivi alla devastazione del centro della città e del suo stabilimento di stampa da parte di un tornado nel gennaio 1999.